# Château de Topoľčany
Le château de Topoľčany (en slovaque : Topoľčiansky hrad) est une ruine de château fort datant du XIIIe siècle située dans l’ouest de la Slovaquie dans les monts Považský Inovec (en).
Bien qu’il tire son nom de la ville de Topoľčany, il est en réalité situé à Podhradie, à 15 km au nord-ouest.
Le château a été en partie détruit lors du soulèvement de Rákóczi au début du XVIIIe siècle puis a été abandonné au cours de ce siècle.

## Galerie

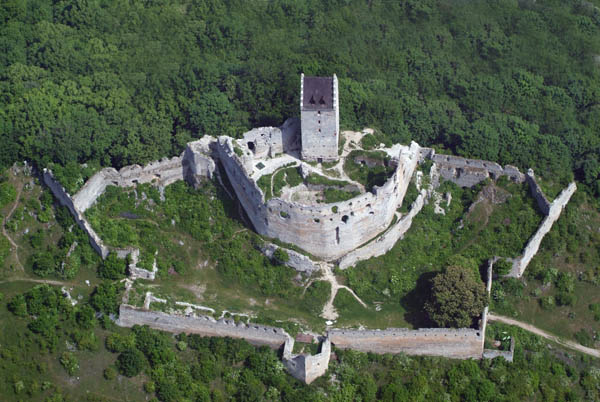
Vue aérienne du château
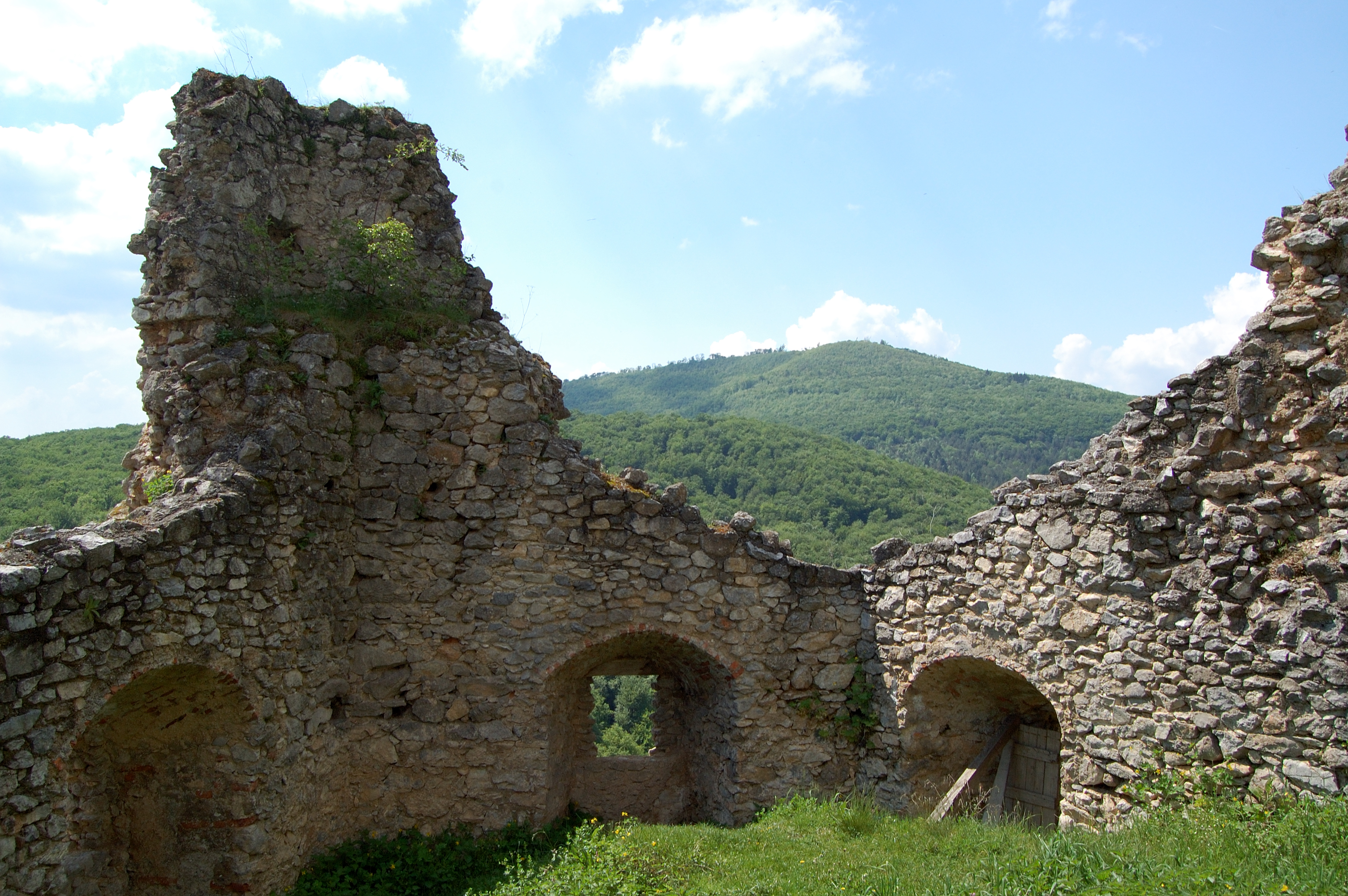
Le château
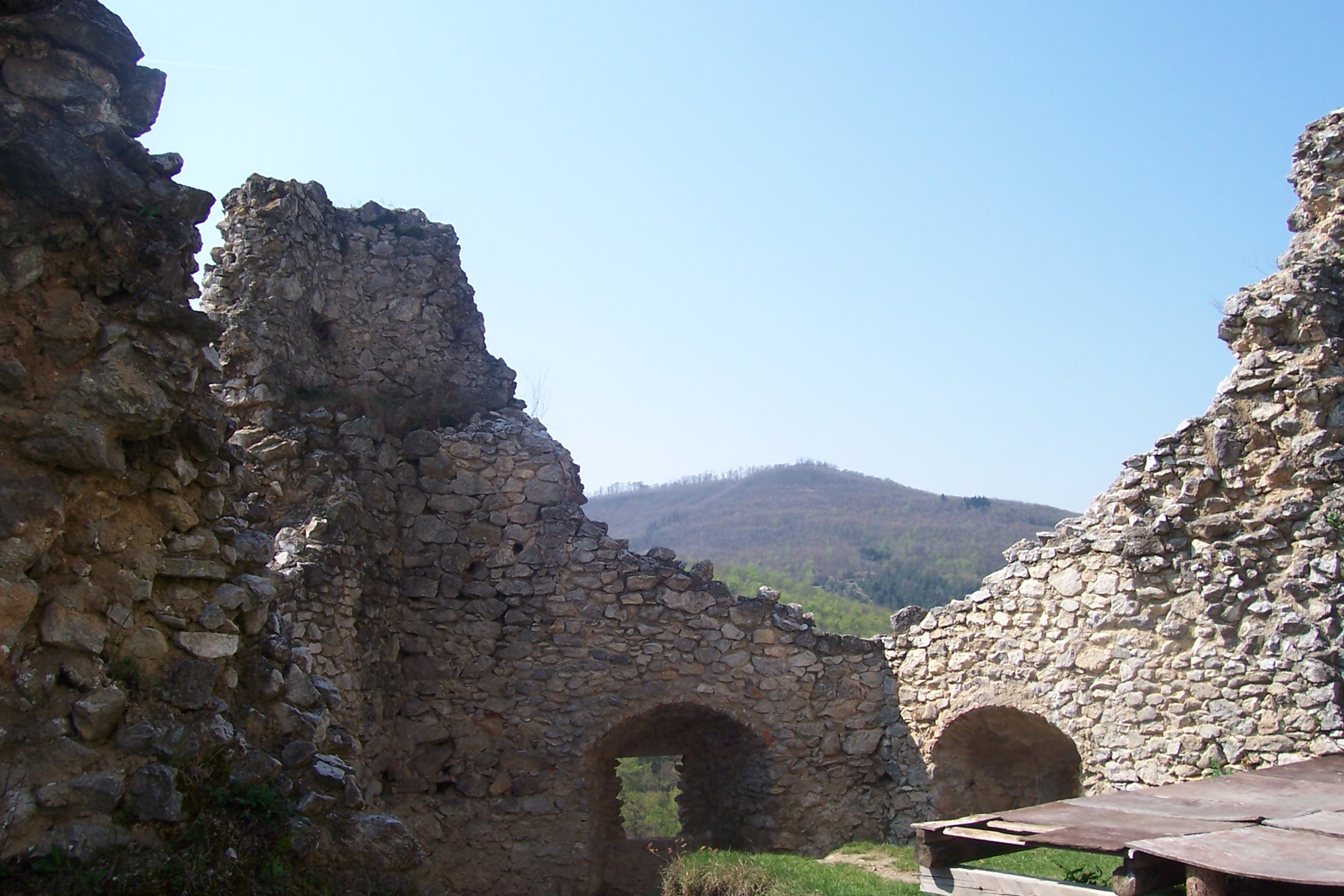
Le château
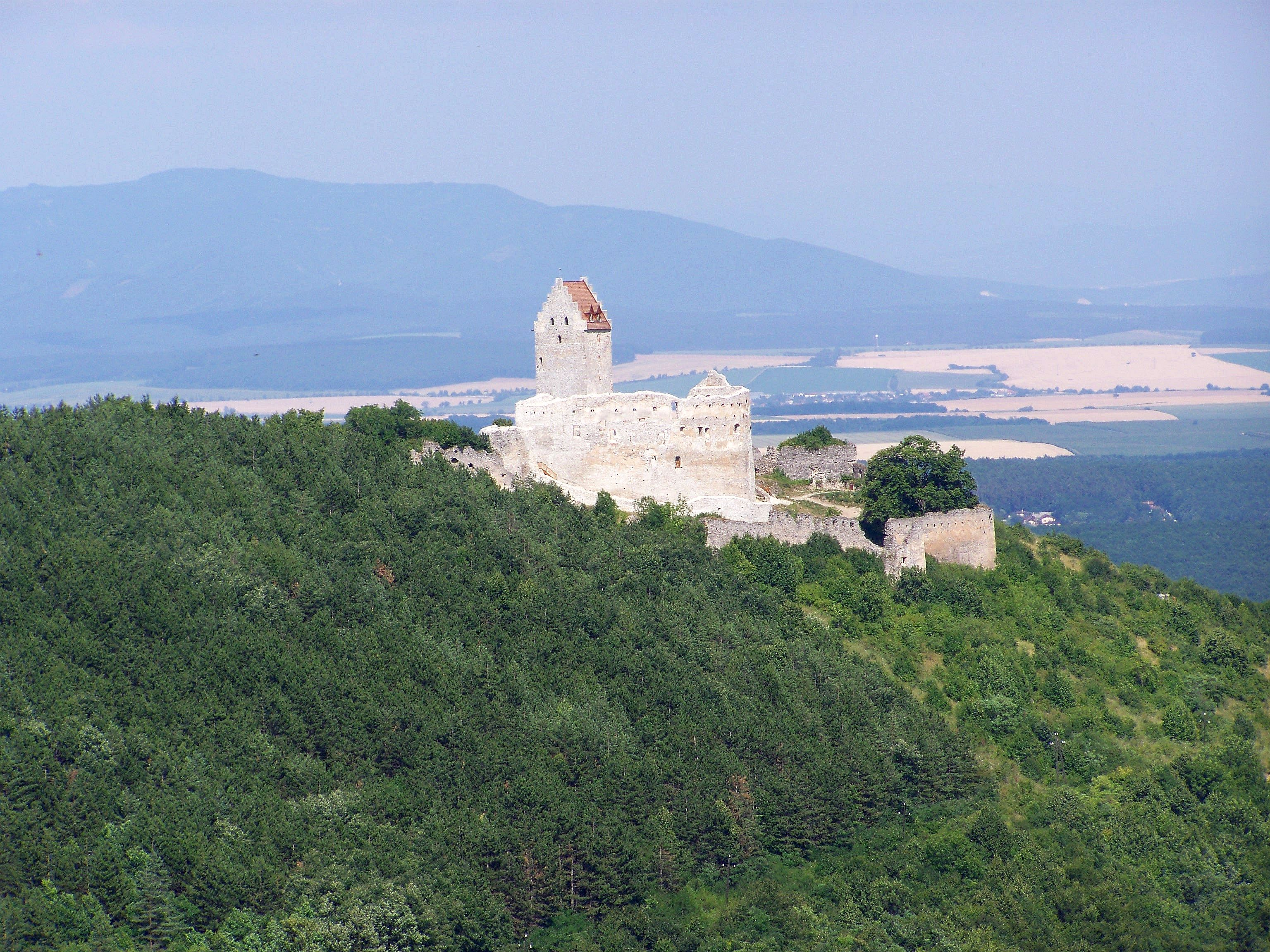
Le château et le paysage environnant
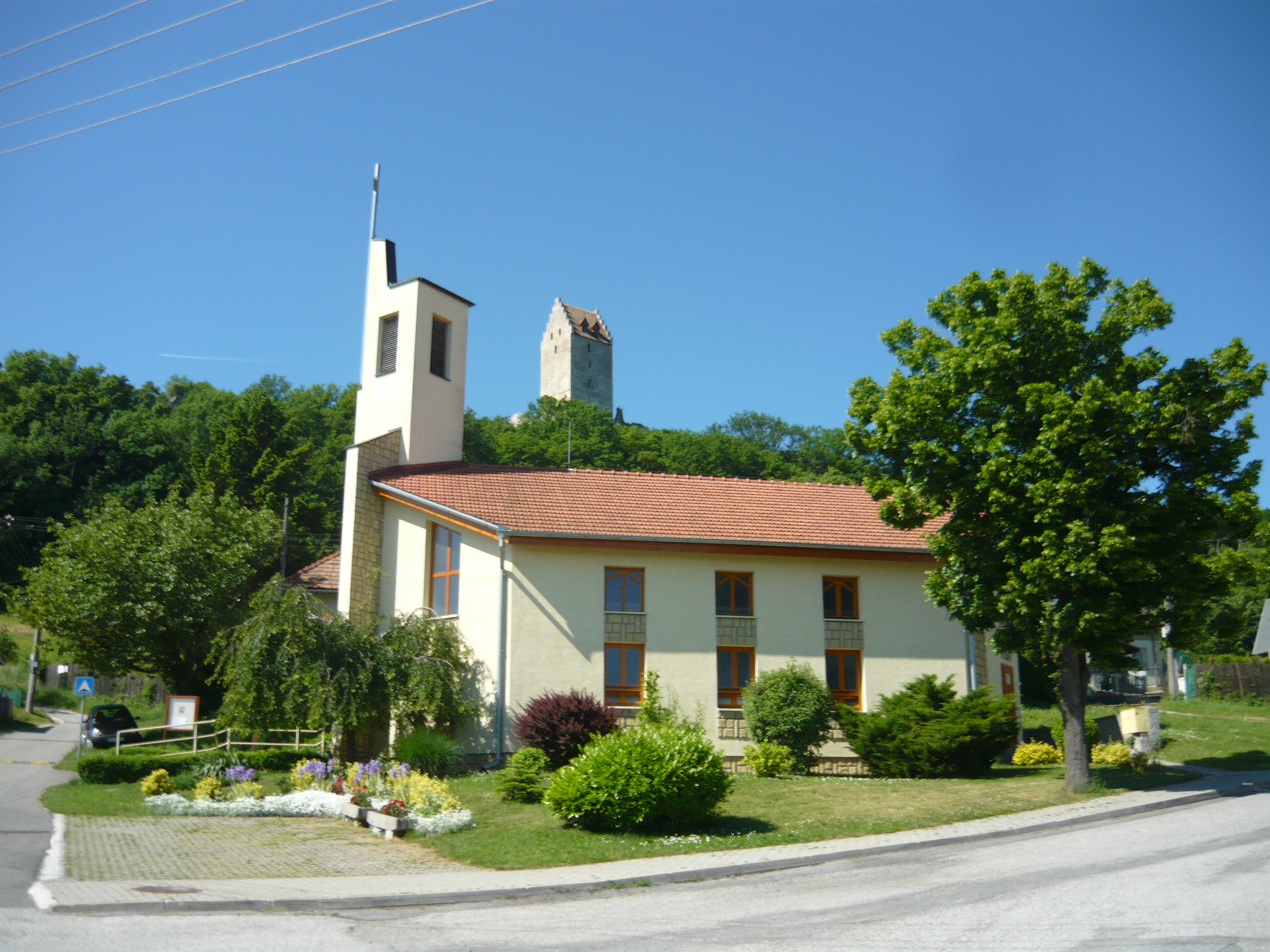
L’église de Podhradie avec le château de Topoľčany en arrière-plan